# مدينة الملوك
مدينة الملوك (بالعبرية: עיר המלכים) هي مدينة ترفيهية تقع في مدينة إيلات الإسرائيلية.

## التاريخ
بدأت فكرة إنشاء مدينة الملوك في عام 1993. وبعدها بسبع سنين عام 2000 بدأ العمل بإنشائها. حتى أفتتحت أمام الزوار في يونيو 2005.

## الجذب السياحي

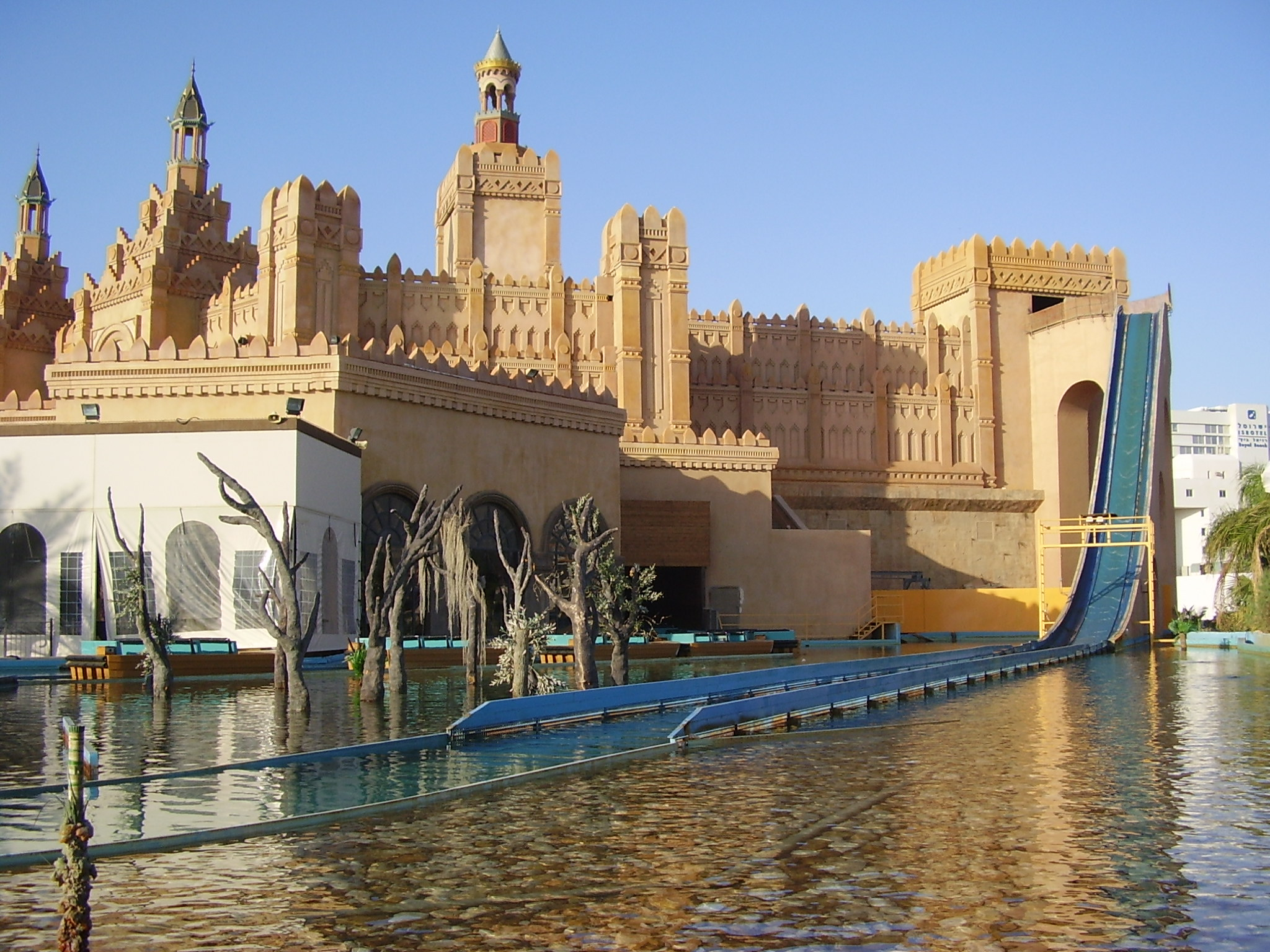
جانب من مدينة الملاهي.

- رحلة إلى الماضي: رحلة العودة إلى عصر الفراعنة في مصر القديمة من خلال عرض رباعي الأبعاد تتألف من الشاشات الضخمة.
- كهف من الأوهام والحكمة: وقد شيدت هذه المغارة احتفالاً وتكريمًا لحكمة الملك سليمان، التي تشمل أكثر من 70 عرض من الأوهام البصرية، ومتاهات، واختبارات ذاتية وتحديات.
- الكتاب المقدس - الكهف: رحلة في عمق الأرض من خلال مناجم الملك سليمان، مع مشاهد الكتاب المقدس الشهيرة المعروضة في محاريب منحوتة في الجدران.
- الملك سليمان - الشلالات: رحلة بالقارب بعد قصة حياة الملك سليمان، والإبحار من خلال سبعة كهوف.

## وصلات خارجية
- الموقع الرسمي. (بالعبرية)